# Samuel Duncan Parnell

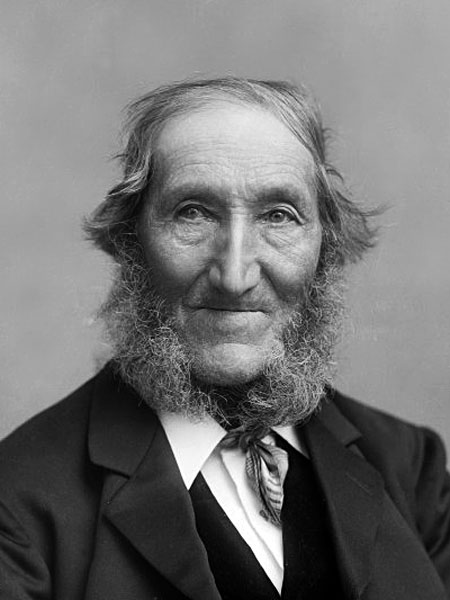
Samuel Duncan Parnell

Samuel Duncan Parnell (* 19. Februar 1810 in London, Vereinigtes Königreich; † 17. Dezember 1890 in Wellington, Neuseeland) war Zimmermann, Farmer und erfolgreicher Einzelkämpfer für die Einführung des Achtstundentages in Neuseeland.

## Leben

### England
Samuel Duncan Parnell wurde 1810 als Sohn des Gentlemans James Parnell und dessen Frau Joan Duncan in London geboren. Über seine frühe Kindheit ist nichts bekannt. Er absolvierte eine Zimmermannsausbildung, die er im Jahre 1834 in einem für die damalige Zeit recht hohen Alter von 24 Jahren beendete. Anschließend arbeitete er in einer großen Schreinerei in Theobald's Road in London, wo er sich bei den damaligen Arbeitszeiten zwischen zehn und 14 Stunden pro Tag und schlechter Bezahlung schon aktiv für Arbeitszeitverkürzungen einsetzte. Arbeitskollegen bezeichneten ihn als einen der radikalsten unter ihnen.
Die unter dem Einfluss des Frühsozialisten Robert Owen neu gegründete Grand National Consolidated Trades Union war Parnell nicht radikal genug, was ihren Einsatz für Arbeitszeitverkürzung anbetraf. Er wurde nicht Mitglied der Gewerkschaft, quittierte seinen Job und machte sich als Zimmermann selbstständig.
Nachdem er genug Geld angespart hatte, ging er auf das Angebot der New Zealand Company ein, die jedem Einwanderer 100 Acre Farmland und ein weiteres ein Acre großes Stadtgrundstück versprach, und wanderte elf Tage nach seiner Hochzeit am 17. September 1839 mit seiner Frau Mary Ann Canham nach Neuseeland aus.

### Neuseeland
Am 7. Februar 1840 in Port Nicholson, Wellington angekommen, ließ sich Parnell mit seiner Frau im Stadtteil Petone in Wellington nieder. Parnell nahm den Auftrag des Mitreisenden George Hunter an, einen Laden für ihn zu bauen, bestand aber darauf, nur acht Stunden täglich arbeiten zu müssen. Hunter beharrte zunächst auf Arbeitszeiten, wie sie in London üblich waren, hatte aber wegen Fachkräftemangels keine andere Wahl und akzeptierte schließlich Parnells Bedingungen. Parnell merkte später einmal an, dass dies wohl der erste Streik für den Achtstundentag gewesen war, den die Welt gesehen hatte.
Andere Arbeitgeber versuchten, die im Vereinigten Königreich gültigen Arbeitszeiten auch in Wellington durchzusetzen; dem begegnete Parnell, indem bei der Ankunft jedes Schiffes im Hafen zugegen war und die Einwanderer mit dem Slogan des englischen Frühsozialisten Robert Owen  "acht Stunden arbeiten, acht Stunden schlafen und acht Stunden Freizeit und Erholung" begrüßte und damit in die "Gepflogenheiten" von Wellington einwies.
Die beharrlichen Einzelaktionen von Parnell fanden in Wellington recht schnell Anerkennung und Unterstützung. So wurde im Oktober 1840 auf einer Versammlung außerhalb des German Brown's Hotel am Lambton Kai denjenigen, die die Achtstundentagregelung unterliefen, gedroht, sie einfach in den Hafen zu werfen. Der Achtstundentag setzte sich durch. Im Januar 1849 folgte die Stadt Dunedin und 1857 Auckland.
Parnell selbst, der 1842 seine Frau verlor, wurde Farmer in Karori, im westlichen Teil Wellingtons gelegen. Am 12. Dezember 1851 heiratete er seine zweite Frau Sarah Sophia Brunger, die zwei Kinder mit in die Ehe brachte. Die Ehe selbst blieb ohne eigene Kinder, wie seine erste Ehe zuvor auch. Mit seiner zweiten Frau zog Parnell im Oktober 1873 wieder zurück nach Wellington, wo er sich nun aus Altersgründen niederließ. Seine zweite Frau starb 1888.
Am 28. Oktober 1890 war Parnell der Ehrengast auf der ersten Labor-Day-Demonstration Neuseelands nach dessen Einführung als gesetzlicher Feiertag. Parnell war der Stargast des Tages und wurde mit seinem 50-jährigen Jubiläum für seine Verdienste um die Einführung des Achtstundentags in Neuseeland gefeiert.
Samuel Duncan Parnell starb am 17. Dezember 1890 in seinem Haus in Cambridge Terrace. Seine Beerdigung ein paar Tage später wurde zu einer machtvollen Demonstration. Etwa 3000 Arbeiter geleiteten bei strömendem Regen den Sarg von seinem Haus zum Friedhof und erwiesen dem Mann, der mit einfachen Mitteln eine Bewegung in Gang gesetzt hatte, die letzte Ehre.